# Rio Ghepiu
O Rio Ghepiu é um rio da Romênia, afluente do Vadăş, localizado no distrito de Covasna.